# Úvrať (strojnictví)
Úvrať je ve strojní technice název pro místo, kde nějaké těleso[zdroj?] pohybující se po pevně vymezené dráze mění směr svého pohybu (bod obratu). Například píst u pístového stroje s vratným pohybem pístu se ve válci pohybuje mezi horní a dolní úvratí.